# 111 (число)
111 (Сто одина́дцять) — натуральне число між  110 та  112.

## У науці
- Атомний номер рентгенія.

## В інших областях
- 111 рік, 111 до н. е.
- 111 днів зайняла реалізація плану Бальцеровича – низки політично-економічних реформ 1990 року в Польщі[1].
- ЗіЛ-111 — радянський лімузин (1959—1967).

### Техніка
- ASCII-код символу «o»
- Sun RPC використовує 111 порт
- Користувачі комп'ютера нерідко називають «111» що завгодно, чому треба швидко дати довільне ім'я.